# Leptogryllus luteus
Leptogryllus luteus är en insektsart som beskrevs av Otte, D. 1994. Leptogryllus luteus ingår i släktet Leptogryllus och familjen syrsor. Inga underarter finns listade i Catalogue of Life.